# Klingelbach (Thalfanger Bach)
Der Klingelbach ist ein linker Zufluss des Thalfanger Baches in der Gemeinde Thalfang im Hunsrück in Rheinland-Pfalz, Deutschland.
Die Fließgewässerkennziffer ist 26768212, die Länge beträgt 1,150 Kilometer, die Größe des Wassereinzugsgebietes beträgt 2,354 Quadratkilometer.